# Meresankh IV
Meresankh IV (fl. XXV-XXIV secolo a.C.) è stata una regina egizia della V dinastia.

## Biografia
Il suo nome significa Ella ama la Vita.
Mentre alcuni studiosi tendono a considerare ignoto il suo consorte, altri ipotizzano che fosse la sposa del faraone Menkauhor. Un'altra teoria la vuole consorte del faraone Djedkara Isesi.
Meresankh IV potrebbe aver generato due figli: il principe Raemka e il principe Keamtjenent col titolo di Figlio del Re. Il legame famigliare tra Meresakh IV e questi due principi è ricavabile da informazioni provenienti dalle loro mastabe a Saqqara. Sembra più probabile che Keamtjenent sia stato figlio di Djedkara Isesi che di Menkauhor.

## Titoli
Meresankh IV ebbe i titoli di: Grande dello Scettro Hetes, Sposa del Re, Grande di lodi, Colei Che vede Horus e Seth, Sacerdotessa di Thot, Sacerdotessa di Tjazepef, Direttrice dei Beccai della Casa dell'Acacia, Attendente di Horus, Compagna di Horus, Consorte dell'Amato dalle Due Signore (riferimento a Nekhbet e Uadjet).

## Sepoltura
Meresankh IV fu sepolta nella tomba 82 di Saqqara. La tomba consisteva di una sola camera senza iscrizioni sulle pareti. Le informazioni sulla regina derivano da un testo su una stele in un serdab annesso alla sepoltura.